# Iskonawa
L'isconawa o iscobaquebo és una llengua indígena americana de la família pano. És parlat per la tribu isconahua al Perú. Són una tribu molt aïllada que té molt poc contacte amb el món exterior. El 2000 tenia 82 parlants a la regió de Loreto.
Té un alfabet oficial aprovat pel Ministeri d'Educació del Perú el 2018. El 2023 només quedava una parlant coneguda d'aquesta llengua, Nelita Campos.